# Lindön
Lindön este o arie protejată (arie specială de conservare — SAC, sit de importanță comunitară — SCI, arie de protecție specială avifaunistică — SPA) din Suedia întinsă pe o suprafață de 257,2 ha, integral pe uscat.

## Localizare
Centrul sitului Lindön este situat la coordonatele 59°23′41″N 16°50′21″E / 59.3948°N 16.8392°E.

## Înființare
Situl Lindön a fost declarat sit de importanță comunitară în iulie 2000 pentru a proteja 5 specii de animale. Alte tipuri de protecție:
- arie de protecție specială avifaunistică (în iulie 2000)[2]
- arie specială de conservare (în martie 2011)[1][3][4]

## Biodiversitate
Situată în ecoregiunea boreală, aria protejată conține 4 habitate naturale: Pajiști cu Molinia pe soluri calcaroase, turboase sau argilos-nămoloase (Molinion caeruleae), Păduri caducifoliate bătrâne naturale hemiboreale fino-scandinave (Quercus, Tilia, Acer, Fraxinus sau Ulmus) bogate în specii epifite, Lacuri eutrofice naturale cu vegetație de tip Magnopotamion sau Hydrocharition, Pășuni din zone de pădure fino-scandinave.
La baza desemnării sitului se află mai multe specii protejate de  păsări (5): buhai de baltă (Botaurus stellaris), erete de stuf (Circus aeruginosus), cocor (Grus grus), vultur pescar (Pandion haliaetus), viespar (Pernis apivorus).